# Peter Kjellström
Peter Kjellström, född 27 mars 1967, är en svensk revyartist och skådespelare.
Peter Kjellström började som artist och skådespelare under högskoletiden i Örebro i början av 1990-talet. Efter att ha deltagit i studentspexet under ett par års tid och därefter spelat för bland annat ComediCompagniet blev han 2002 medlem i Peter Flacks revy, där han sedan medverkat i samtliga revyer. Han har även skrivit och medverkat i flera sommarteatrar och barnföreställningar och gjort rösterna till figurer i bland annat filmerna Hitta Nemo, Björnbröder och The Simpsons Movie.
Peter Kjellström mottog år 2000 Hjalmar Berglund-stipendiet. I april 2009 fick han från Sällskapet Stallbrödernas Carl Gustaf Lindstedt-stipendium för sina skådespelarinsatser och i november 2011 fick han det nyinstiftade priset Rotary Pennybridge Pionner Award. Priset delas ut till personer eller grupper som spridit glädje till örebroarna och gjort en positiv insats för staden nationellt eller internationellt.